# 曽天養
曽 天養（そう てんよう、Zēng Tiānyǎng、1790年頃 - 1854年）は、太平天国の指導者の一人。曽添養とも書く。
広西省潯州府桂平県出身。早くから拝上帝会に加入し、金田蜂起のときには50歳を超えていた。初め御林侍衛となり、後に秋官正丞相となった。1854年初、湖北省黄州で清軍を破り、湖広総督の呉文鎔を戦死させた。その後湖南省に入り、8月9日に岳州付近の城陵機の戦いで湘軍の水軍を破って指揮官の褚汝航を戦死させたが、8月11日に湘軍のタチブ（塔斉布）軍と戦闘になり、戦死した。